# John Fitzgerald Kennedy
John Fitzgerald Kennedy, chiamato anche JFK o con il diminutivo Jack (Brookline, 29 maggio 1917 – Dallas, 22 novembre 1963), è stato un politico statunitense, 35º presidente degli Stati Uniti d'America dal 1961 al 1963.
Nato nella influente famiglia Kennedy, cattolica di origine irlandese, si laureò all'università Harvard nel 1937. Allo scoppio della seconda guerra mondiale si arruolò, comportandosi valorosamente nel Pacifico e venendo insignito della Navy and Marine Corps Medal. Finito il conflitto aderì al Partito Democratico, si candidò nel 1946 alla Camera dei rappresentanti, nella quale ottenne un seggio, e nel 1952 al Senato, risultando nuovamente eletto.
Nel 1960 assunse la leadership del partito e si candidò alla presidenza, scegliendo Lyndon B. Johnson come candidato alla vicepresidenza. Nelle elezioni dell'8 novembre sconfisse il vicepresidente uscente Richard Nixon e s'insediò alla Casa Bianca il 20 gennaio dell'anno successivo. Fu il primo cattolico a diventare presidente.
La sua breve presidenza, in epoca di guerra fredda, fu segnata da alcuni eventi molto rilevanti: lo sbarco nella Baia dei Porci, la Crisi dei missili di Cuba, la costruzione del Muro di Berlino, la corsa allo spazio, gli antefatti della Guerra del Vietnam e l'affermarsi del Movimento per i diritti civili degli afroamericani.
Kennedy fu assassinato il 22 novembre del 1963 a Dallas, in Texas. Lee Harvey Oswald, un ex marine di supposte simpatie marxiste,  fu arrestato poco dopo il fatto e accusato dell'omicidio, ma venne a sua volta ucciso due giorni dopo da Jack Ruby, prima di poter essere processato. L'FBI e la Commissione Warren conclusero che Oswald aveva agito da solo. Nel corso degli anni successivi numerosi interrogativi furono sollevati sulla dinamica dell'attentato e sulla reale identità dell'autore; nel 1979 la United States House Select Committee on Assassinations pubblicò un rapporto nel quale si concluse che l'atto di Oswald fu probabilmente frutto di una cospirazione.

## Biografia

### Infanzia e formazione
John Fitzgerald Kennedy nacque a Brookline, nel Massachusetts, il 29 maggio 1917, da Joseph P. Kennedy e Rose Fitzgerald, membri di due famiglie di Boston molto in vista (il nonno materno fu a lungo sindaco della città). Secondo di nove figli, soprannominato da tutti "Jack", frequentò la Dexter School e, in seguito al trasferimento della famiglia da Boston a New York, fu iscritto alla Canterbury School di New Milford, una scuola privata. Lì ebbe una breve esperienza scout.
Successivamente passò al Choate Rosemary Hall, un collegio di Wallingford, nel Connecticut. Nell'autunno del 1935 si iscrisse all'Università di Princeton, ma fu costretto a lasciarla prima della fine dell'anno dopo aver contratto l'itterizia. L'autunno successivo incominciò a frequentare l'Università Harvard. Durante gli anni universitari Kennedy visitò l'Europa due volte, recandosi nel Regno Unito dove il padre era ambasciatore.

### L'arruolamento in marina e la seconda guerra mondiale
Nella primavera del 1941 Kennedy si arruolò volontario nell'esercito, ma venne riformato, principalmente per via della sua colonna vertebrale, lesa da una frattura subita sei anni prima in un incidente di football a Harvard. Tuttavia, dopo l'attacco di Pearl Harbor, con l'aiuto delle raccomandazioni del padre, la marina statunitense lo arruolò. Durante questo periodo Kennedy, mentre infuriava la seconda guerra mondiale, partecipò a diverse missioni nel teatro del Pacifico e conseguì il grado di sottotenente di vascello e il comando della motosilurante PT-109, con base nell'isola di Tulagi, appartenente all'arcipelago delle isole Salomone.

#### L'incidente dellaPT-109

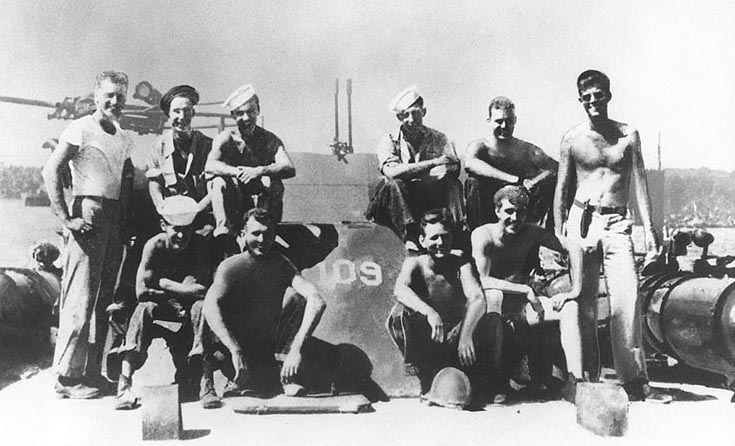
Il sottotenente di vascello Kennedy (primo a destra, in piedi) con l'equipaggio della motosilurante PT-109 da lui comandata

Nella notte del 2 agosto 1943 la motosilurante PT-109, comandata da John Fitzgerald Kennedy e impegnata nel pattugliamento delle acque della Nuova Georgia, fu speronata e spezzata in due parti dal cacciatorpediniere giapponese Amagiri a ovest della Nuova Georgia, vicino alle isole Salomone, nel passaggio di Ferguson. Del piccolo equipaggio, quattro marinai morirono subito, altri si avvinghiarono a un relitto che ancora galleggiava e altri ancora furono scaraventati in mare dalla violenza dell'urto. Kennedy entrò in azione con determinazione e coraggio e lottò fino alla fine per portare in salvo i compagni sopravvissuti. Era stato scagliato attraverso il ponte, riportando lesioni alla già malandata colonna vertebrale. Riuscì tuttavia a trascinare con sé, grazie alle sue eccezionali capacità di nuotatore, per tre miglia nell'oceano, Patrick McMahon, un marine ferito e gravemente ustionato, giungendo fino a Plum Pudding Island, dove il suo equipaggio trovò rifugio.
Da qui, la notte successiva, completamente da solo, noncurante del fatto che il mare fosse infestato di squali, raggiunse nuotando per cinque chilometri il passaggio Ferguson, sorvegliato dagli incrociatori giapponesi, con l'obiettivo di avvistare qualche nave statunitense. Giunto nelle acque del passaggio Ferguson, Kennedy non riuscì però a intercettare nessuna unità militare dei Marine e decise di ritornare dai suoi uomini. Si rese conto che la situazione dei feriti si era aggravata e che la fame cominciava a tormentarli, perciò fece in modo che tutti raggiungessero l'isola di Olasana, dove sapeva che il cocco cresceva in abbondanza. Da qui il giorno seguente un Marine australiano riuscì a inviare un messaggio radio col quale si chiedeva alla base statunitense di Rendova di provvedere al salvataggio di tutto l'equipaggio. Infatti il mattino seguente la PT-157, come da accordi radiofonici, si presentò sul luogo dell'appuntamento concordato con Kennedy. Guidata da lui personalmente, la motosilurante raggiunse la scogliera e poi Olasana.
Per queste azioni di guerra Kennedy ricevette una medaglia, la Navy and Marine Corps Medal, con la seguente motivazione:
(James Forrestal, Segretario della Marina)
Le altre decorazioni della seconda guerra mondiale di Kennedy includono la Purple Heart, l'Asiatic-Pacific Campaign Medal e la World War II Victory Medal. Venne congedato con onore all'inizio del 1945, solo qualche mese prima della resa giapponese.

#### Le conseguenze sulla salute di Kennedy
Le enormi fatiche cui si era sottoposto durante l'azione del salvataggio del suo equipaggio lo debilitarono notevolmente e costituirono il presupposto per futuri malanni. Contrasse la malaria e, quando rientrò in patria, pesava solo 58 kg e soffriva di sciatica. Fu quindi operato di ernia del disco. Nel 1946 gli fu diagnosticata la malattia di Addison, ma, dopo tre anni di cure a base di cortisone, si scoprì che non si trattava di questo tipo di malattia, bensì di un'insufficienza renale, conseguenza degli sforzi fisici compiuti quella drammatica notte di nuoto e della successiva malaria.

### Inizio della carriera politica
Dopo la seconda guerra mondiale fece il suo ingresso in politica, in parte anche per compensare il vuoto lasciato dal popolare fratello Joseph Jr., su cui la famiglia Kennedy aveva puntato molte delle sue speranze, ma che era perito in guerra. Nel 1946 il deputato James M. Curley lasciò il suo seggio, corrispondente a un distretto elettorale a grande maggioranza democratica, per diventare sindaco di Boston; Kennedy corse per quel seggio e batté il rivale repubblicano con un ampio margine. Fu rieletto due volte, con risultati spesso contrastanti rispetto a quelli del presidente Harry S. Truman e del resto del Partito Democratico.
Nel 1951, durante un viaggio in Estremo Oriente, mentre si trovava in Giappone fu colpito da altissima febbre (oltre 40 °C) e ricoverato all'ospedale militare di Okinawa. Nel 1952 Kennedy si candidò per il Senato con lo slogan «Kennedy farà di più per il Massachusetts». Con una vittoria a sorpresa sconfisse il favorito candidato repubblicano Henry Cabot Lodge Jr. con un margine di soli 71.000 voti.
Nei due anni successivi subì diversi interventi chirurgici alla colonna vertebrale: gli venne inserita una placca metallica che gli provocò un'infezione quasi fatale; un successivo intervento si rese necessario per rimuovere la placca metallica e, dopo un lungo periodo di letto, poté incominciare nuovamente a camminare con una stampella, ma la rottura della stampella provocò una brutta caduta e Kennedy dovette nuovamente riprendere il letto. Per questi motivi fu spesso assente dal Senato. Durante questo periodo pubblicò il libro Profiles in Courage, in cui venivano raccontati otto casi in cui senatori statunitensi di entrambi i partiti rischiarono le loro carriere pur di non rinnegare i loro ideali personali (John Quincy Adams, Daniel Webster, Thomas Hart Benton, Sam Houston, Edmund G. Ross, Lucius Lamar, George W. Norris e Robert A. Taft). Il libro vinse il premio Pulitzer del 1957 per le biografie.

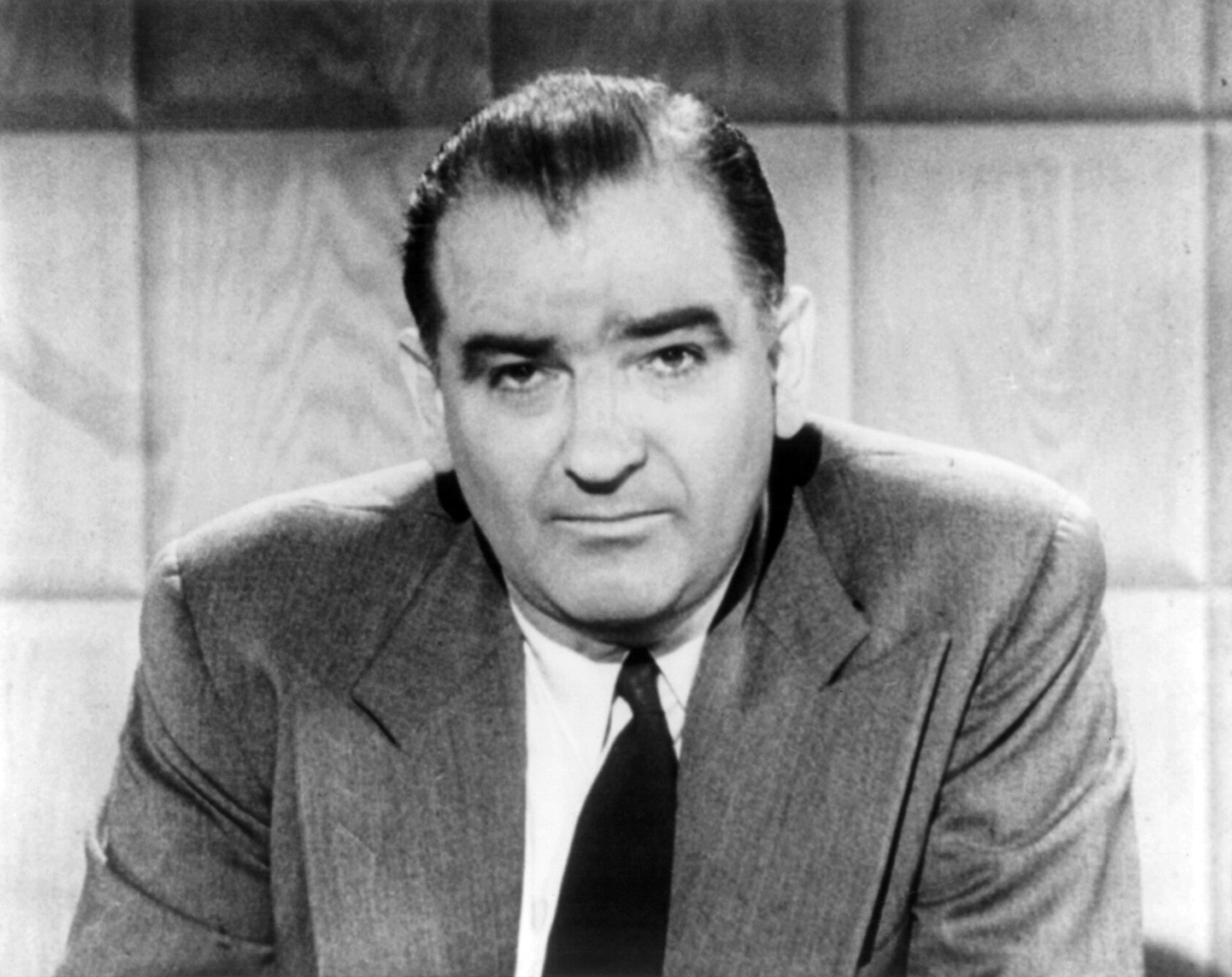
Joseph McCarthy

Il senatore Joseph McCarthy era un amico della famiglia Kennedy e aveva frequentato una delle sorelle di John, Patricia. Robert Kennedy aveva lavorato nel personale del comitato d'indagine di McCarthy. Ciò nonostante Kennedy votò in Senato contro McCarthy per confermare la nomina di Charles E. Bohlen ad ambasciatore in Unione Sovietica e quella di James B. Conant nella Germania Federale. Nel 1954, quando il Senato era ancora indeciso se censurare McCarthy, Kennedy aveva preparato un discorso in cui diceva che avrebbe votato a favore della censura, ma non lo poté pronunciare mai. Quando il 2 dicembre 1954 il Senato decise per la censura, Kennedy era in ospedale e non disse mai per chi avrebbe votato se fosse stato presente. L'episodio danneggiò molto l'immagine di Kennedy tra i liberal, specialmente con Eleanor Roosevelt.
Nel 1955, ancora sotto i postumi dell'infezione e colpito da una forma di anemia, si recò a New York presso lo studio medico di una dottoressa, certa Janet Travell, che aveva fama di saper curare con novocaina le contratture muscolari. La terapia contro le contratture si rivelò effimera, ma in compenso fu proprio la Travell a scoprire che la gamba sinistra di Kennedy era più corta della destra di oltre un centimetro: tale difformità, incredibilmente mai notata da alcun clinico in precedenza, aveva sottoposto la spina dorsale di Kennedy a un continuo movimento di oscillazione, contrastato dai muscoli spinali, che per lo sforzo si trovavano in continuo stato di sovraccarico. La differenza fu compensata con l'uso di una scarpa sinistra dal tacco più alto di quello destro e da una fascia lombare speciale. Tutto ciò recò grande sollievo a Kennedy, che sconfisse l'anemia con una speciale dieta e poté riprendere la sua attività politica con rinnovato vigore.
Nel 1956 Kennedy propose la sua candidatura per candidarsi alla vice-presidenza per il Partito Democratico, ma il partito gli preferì il delegato del Tennessee Estes Kefauver. Tuttavia gli sforzi di Kennedy fecero crescere la reputazione del giovane senatore nel partito. Kennedy votò a favore della formulazione definitiva del Civil Rights Act del 1957, dopo aver votato per il Jury Trial Amendment, che ridusse l'efficacia della legge, ostacolando il rinvio a giudizio per gli autori delle violazioni. Tra i primi sostenitori della campagna presidenziale di Kennedy si annoverarono infatti anche segregazionisti convinti come James Eastland, John McClellan e il governatore del Mississippi, James Coleman.

### L'elezione a presidente
(Dal discorso d'insediamento di John Fitzgerald Kennedy, 20 gennaio 1961)
Nel 1960 Kennedy dichiarò il suo intento di correre per la presidenza degli Stati Uniti. Nelle elezioni primarie del Partito Democratico si contrappose al senatore Hubert Humphrey del Minnesota, al senatore Lyndon B. Johnson del Texas e ad Adlai Stevenson II, candidato democratico nel 1952 e nel 1956 che, pur non correndo ufficialmente, era uno dei favoriti. Kennedy vinse le elezioni primarie in Stati chiave come il Wisconsin e la Virginia Occidentale e giunse da favorito alla convention democratica di Los Angeles del 1960.
Il 13 luglio 1960 il Partito Democratico nominò Kennedy candidato alla presidenza. Kennedy chiese a Lyndon Johnson di essere il suo candidato alla vicepresidenza, nonostante gli scontri tra i due durante le elezioni primarie. Johnson, contrariamente alle previsioni del personale di Kennedy, accettò.
Nei mesi di settembre e ottobre Kennedy si confrontò con il candidato repubblicano alla presidenza Richard Nixon nel primo dibattito presidenziale mai trasmesso alla televisione. Durante il dibattito Nixon apparve teso e mal rasato, mentre Kennedy trasmise un'immagine composta e sicura. Kennedy fu ritenuto da tutti il vincitore del confronto, nonostante che gli osservatori avessero considerato i due sostanzialmente alla pari in termini di oratoria. Il confronto televisivo Kennedy-Nixon è stato ritenuto un punto di svolta nella comunicazione politica: il momento in cui il medium televisione incomincia ad avere un ruolo decisivo e il modo di presentarsi davanti alle telecamere diventa di capitale importanza per un candidato. Buona parte del merito del buon esito per Kennedy del confronto televisivo andava comunque accreditata, come sarebbe accaduto poi in successive circostanze, all'apporto di uno dei suoi più stretti collaboratori, Arthur Schlesinger Jr., che scriveva i discorsi di Kennedy, chiamati i discorsi della Nuova Frontiera, ispirati al pensiero di Gaetano Salvemini.
Nelle elezioni presidenziali del 1960 Kennedy batté Nixon in una competizione molto serrata e, all'età di quarantatré anni, divenne il primo presidente cattolico e il più giovane presidente eletto (Theodore Roosevelt era più giovane, ma divenne presidente subentrando a William McKinley dopo l'assassinio di quest'ultimo).

### L'attentato a Dallas e la morte

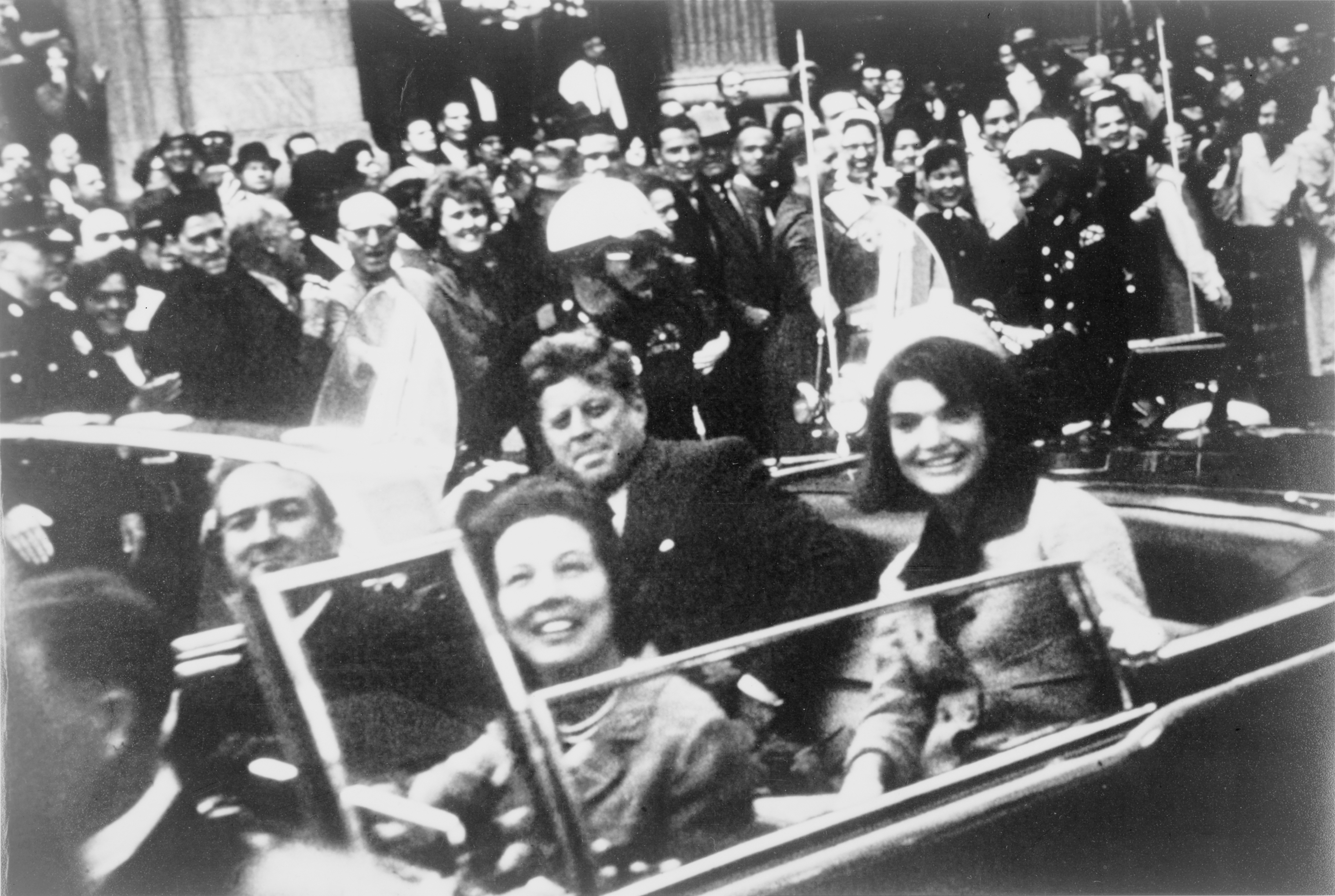
Il presidente Kennedy con la moglie, Jacqueline, il governatore del Texas John Connally e la consorte Nellie Connally, nella limousine presidenziale, pochi istanti prima dell'assassinio

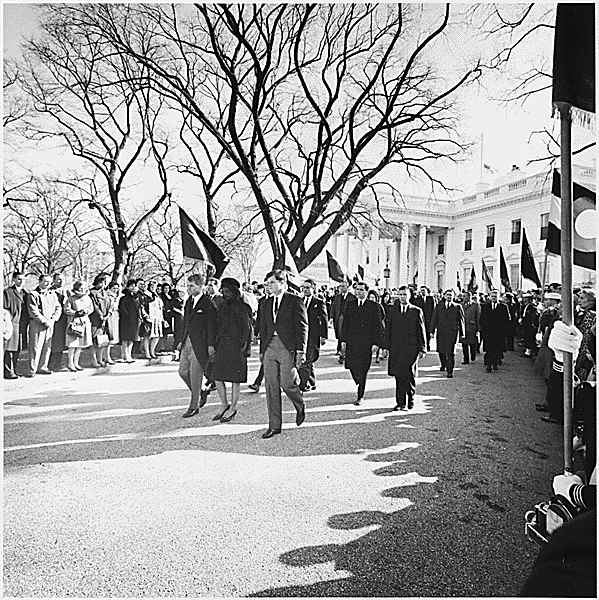
Funerali di Kennedy

Il presidente Kennedy fu assassinato a Dallas, in Texas, il 22 novembre 1963 alle 12:30 ora locale (19:30 in Italia), mentre era in visita ufficiale alla città. Fu un evento straordinario e devastante per la vita di molti statunitensi. «Dov'eri quando hanno sparato a Kennedy?» fu una domanda posta di frequente negli anni successivi e continuò a risuonare per decenni dopo il fatto.
Lee Harvey Oswald venne arrestato dalla Polizia di Dallas alle 13:50 in un cinema poco distante da Dealey Plaza, quindi alle 19:00 accusato di aver ucciso un poliziotto di Dallas e alle 23:30 di aver assassinato il presidente nel quadro di una "cospirazione conservatrice". Oswald venne a sua volta ucciso due giorni dopo, il 24 novembre, prima di venire portato in tribunale – dunque senza che ci fosse stato il tempo d'intentare a suo carico alcun processo – all'interno del seminterrato della stazione di polizia di Dallas da Jack Ruby, il proprietario di un night club di Dallas noto alle autorità per i suoi legami con la mafia. Ruby giustificò il suo gesto sostenendo di essere un grande patriota e di essere rimasto turbato dalla morte di Kennedy. Cinque giorni dopo la morte di Oswald il presidente Lyndon B. Johnson creò la Commissione Warren, presieduta dal giudice Earl Warren, per indagare sull'omicidio. Kennedy venne sepolto presso il John Fitzgerald Kennedy Gravesite, nel cimitero nazionale di Arlington, in Virginia.
Jim Garrison tra il 1966 e il 1973 condusse un'inchiesta sull'assassinio del presidente John Fitzgerald Kennedy, inchiesta che sfociò nel clamoroso processo del 1967 contro Clay Shaw, membro della Permindex, società finanziata da due banche, la Seligman e la Schroder, che aveva nel Consiglio di amministrazione il capo della CIA Allen Welsh Dulles. La Permindex fu accusata di essere una società di copertura per operazioni della CIA.
Garrison sosteneva che Shaw fosse in realtà Clay Bertrand, un importante membro della CIA. Il procuratore Garrison rinviò a giudizio Shaw per il reato di cospirazione e omicidio, accusandolo di aver voluto eliminare Kennedy per conto della CIA, che lo aveva da tempo reclutato, e degli anticastristi delusi, perché Kennedy avrebbe negato l'appoggio aereo della Marina degli Stati Uniti, nell'invasione della baia dei Porci. Garrison sapeva che Shaw rischiava principalmente l'accusa di cospirazione, e la condanna a 10 anni, per cui cercò di accordarsi con lui (e anche con David Ferrie, ex superiore di Lee Oswald), se avesse testimoniato contro uno dei presunti sicari, l'unico che Garrison sarebbe riuscito a identificare pur non avendo prove, un certo Manuel García Gonzalez, esule cubano anticomunista residente a Miami; ma Shaw rifiutò e si dichiarò innocente.
Nel 1993 il libro Case Closed: Lee Harvey Oswald and the Assassination of JFK del giornalista investigativo Gerald Posner analizzò le prove su cui si basano le principali teorie cospirative, concludendo che nulla di quanto si sapeva dimostrava l'esistenza di un complotto. Il libro è stato molto criticato dai cospirazionisti per avere omesso o interpretato soggettivamente fatti ed elementi tesi a escludere il complotto.

### Il funerale
Dopo l'autopsia il corpo di Kennedy fu preparato per i funerali e portato alla Casa Bianca. Domenica 24 la salma fu trasportata alla rotonda del Campidoglio a Washington, dove per tutto il giorno e la notte centinaia di migliaia di persone resero omaggio al presidente. Il 25 novembre 1963 fu il giorno del funerale e giornata di lutto nazionale.
Mentre veniva trasmesso il funerale le vie delle città erano deserte; scuole, uffici, negozi e fabbriche erano quasi tutti chiusi. Chi rimase aperto consentì di assistere ai servizi commemorativi. Le campane delle chiese suonarono a lutto e in alcune città gli ufficiali di polizia indossarono la fascia nera. Fu ordinato il silenzio nazionale alle 12:00 EST (17:00 UTC) per cinque minuti all'inizio del funerale. Centinaia di migliaia di persone in Europa, in Unione Sovietica e in Giappone guardarono il funerale trasmesso via satellite dalle televisioni.
Tutte le religioni e i fedeli commemorarono Kennedy. La maggior parte dei capi di Stato espresse il proprio dolore e molti governi chiesero ai loro cittadini di riconoscere il dolore degli Stati Uniti come se fosse il proprio, assistendo a una commemorazione con bandiere a mezz'asta. Per settimane dopo il funerale continuarono a essere celebrate funzioni commemorative per Kennedy.

## Vita privata

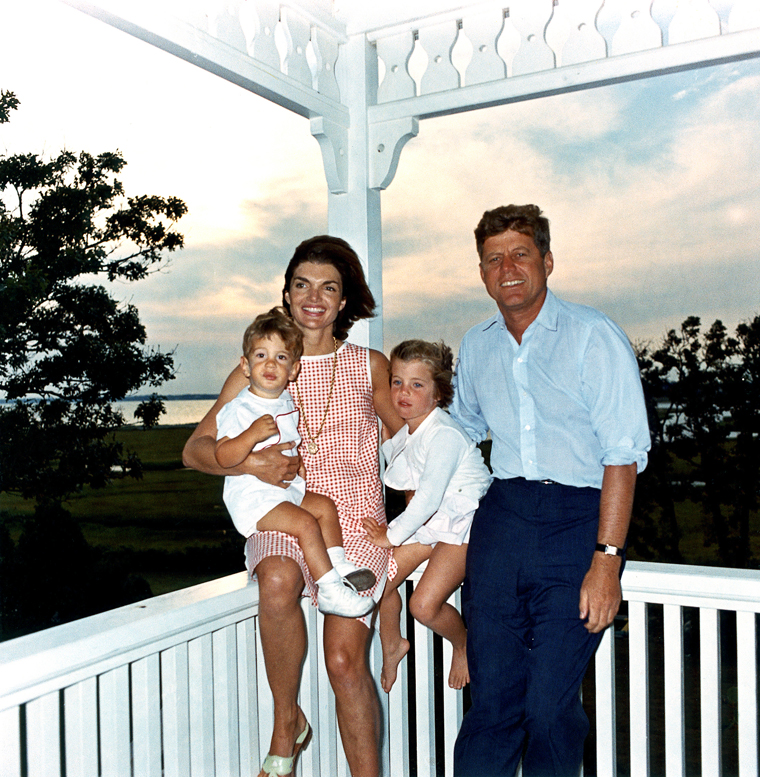
Kennedy con la famiglia

«John Kennedy, giovane, brillante, ricco e bello, era un uomo straordinario di una dinastia irlandese-americana, e l'impressione che fece a Frank fu abbagliante. A sua volta Kennedy si divertiva a scorrazzare nell'affascinante Hollywood con Frank Sinatra, personificazione del maschio emancipato che poteva fare quello che voleva senza mai pagarne le conseguenze. Attratto dall'enorme fascino delle grandi celebrità dello schermo, il senatore gravitò intorno al Rat Pack, che Sinatra in suo onore ribattezzò "Jack Pack"».

### Il matrimonio
John Kennedy sposò Jacqueline Bouvier il 12 settembre 1953.
Sia Kennedy sia la moglie Jacqueline erano molto giovani in confronto alle precedenti coppie presidenziali e furono figure molto popolari. Venne loro tributata un'attenzione più simile a quella riservata a cantanti rock e a stelle del cinema che a un politico e a sua moglie. Influenzarono persino la moda dell'epoca e loro fotografie comparivano spesso sui rotocalchi.
I Kennedy portarono una ventata di vita nuova nell'atmosfera della Casa Bianca. Convinti che la sede presidenziale fosse un luogo dove celebrare la storia, la cultura e le conquiste americane, invitarono regolarmente artisti, scrittori, scienziati, poeti, musicisti, attori, atleti e vincitori di premi Nobel. Jacqueline riadattò anche quasi tutte le stanze della Casa Bianca con nuovi arredi e opere d'arte.
La Casa Bianca sembrò anche un luogo più gioioso per via della presenza dei due figli piccoli della coppia, Caroline e John Jr. (il cui vezzeggiativo sui rotocalchi sarebbe poi diventato John-John). Nel prato antistante la Casa Bianca i Kennedy misero una nursery, una piscina e una casetta per bambini su un albero.
Dietro la facciata elegante, anche la vita privata dei Kennedy conobbe qualche tragedia, come la morte del figlio Patrick.
Il carisma che Kennedy e la sua famiglia irradiavano valsero alla sua amministrazione l'appellativo postumo di Camelot.

### I figli
John Fitzgerald Kennedy e Jacqueline Bouvier ebbero quattro figli:
- Arabella (nata morta nell'agosto del 1956).
- Caroline Bouvier Kennedy, che si è sposata nel 1986 con Edwin Arthur Schlossberg e ha avuto tre figli: Rose (1988), Tatiana (1990) e John (1993).
- John Fitzgerald Kennedy Jr., detto John-John, morto all'età di 39 anni a causa di un incidente aereo nel 1999.
- Patrick Bouvier Kennedy (nato nell'agosto 1963 e morto a due giorni di vita per malattia delle membrane ialine).

### I rapporti extraconiugali di Kennedy

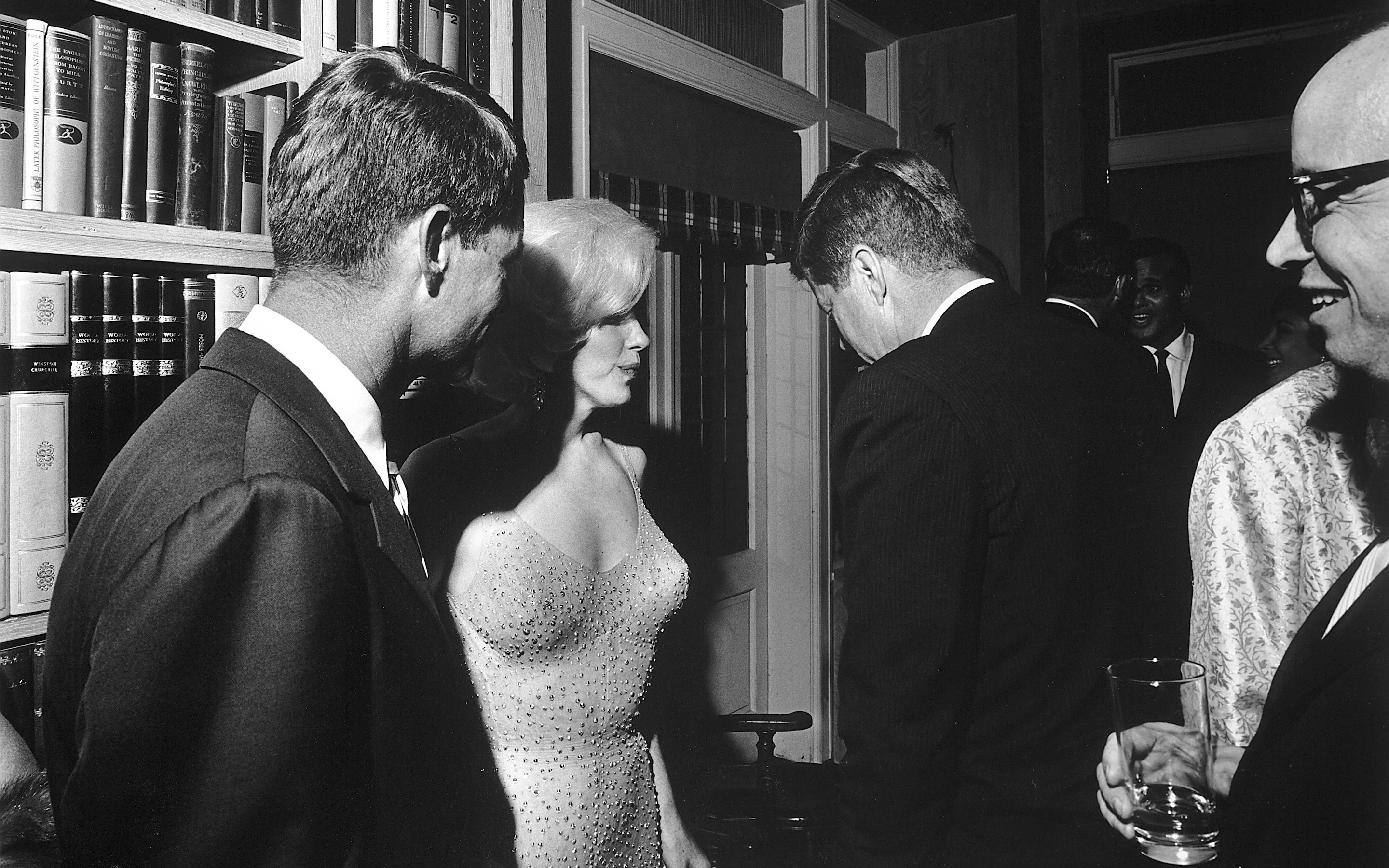
John Fitzgerald Kennedy con Marilyn Monroe nel 1962. Da sinistra: il Procuratore Generale Robert Kennedy, fratello del Presidente, Marilyn Monroe, il Presidente John Fitzgerald Kennedy che dà le spalle alla fotocamera, Arthur M. Schlesinger Jr. di profilo sulla destra; sullo sfondo, in ombra, fronte alla camera, il cantante Harry Belafonte

I rapporti sessuali extraconiugali di Kennedy erano frequenti – ma episodici, anche se avuti con donne con le quali era venuto a contatto per motivi legati alla sua carica e magari per più volte. Di lui è stato detto da una donna: «Era un compulsivo come Mussolini. […] Non era un uomo accogliente, tenero, ma uno di quelli decisamente sbrigativi».
Due giovani e avvenenti fanciulle erano le sue partner sessuali più frequenti: lo raggiungevano spesso insieme nel locale della piscina che egli aveva fatto costruire all'interno della Casa Bianca per i suoi momenti di rilassamento e per la sua nuotata quotidiana. I servizi segreti, che non avevano accesso al locale e ai quali non erano state comunicate le generalità delle due "amanti" del presidente, le chiamavano Fiddle e Faddle. Esse lo seguivano spesso anche nei suoi viaggi di lavoro. Una lavorava per la segretaria personale di Kennedy, Evelyn Lincoln, e l'altra per Pierre Salinger.
Tuttavia Fiddle e Faddle non erano le sole amanti di Kennedy, che ebbe rapporti intimi con numerose altre giovani donne in qualche modo collegate al suo mondo: Pamela Turnure, addetta stampa della first lady Jacqueline, Judith Campbell, fidanzata di uno dei capi di Cosa Nostra, il ricco Giorgio Rea, proprietario dei principali night di Baltimora, amico di Sam Giancana, Mary Pinchot Mayer, un'artista che lo introdusse all'uso di marijuana, di cocaina, di hashish e dell'LSD; Marilyn Monroe, che lo accompagnò più volte sull'aereo presidenziale Air Force One, nascondendosi parzialmente con l'utilizzo di una parrucca scura e occhiali da sole. Quest'ultima relazione è la più nota, anche perché sia John sia il fratello Robert vennero sospettati per la morte prematura della Monroe.
Oltre a queste donne del mondo VIP, Kennedy s'intratteneva con altre ragazze che ebbero con lui rapporti rapidi e occasionali: assistenti di volo, donne del mondo dello spettacolo, giovani che aveva conosciuto quando queste lavoravano per la sua campagna elettorale e anche prostitute, tutte definite dai servizi di sicurezza come happening babies ("ragazze per l'occasione"). Tutto ciò avveniva con l'impegno assoluto a non insospettire la moglie Jacqueline, impegno che coinvolgeva innanzitutto il suo assistente Dave Powers e, a seguire, i servizi di sicurezza, i quali si trovavano nell'ingrata e inattesa incombenza di proteggere il presidente non solo dai nemici potenziali, ma anche dalla sua legittima sposa.
Naturalmente l'opinione pubblica statunitense era del tutto ignara dei comportamenti libertini del presidente, così come poco si sapeva delle sue frequenti assenze causate dalla salute malferma.

## L'attività politica e la presidenza
(Apologo dei magnati statunitensi dell'acciaio durante la controversia con il presidente John Fitzgerald Kennedy)
Kennedy prestò giuramento come 35º Presidente degli Stati Uniti il 20 gennaio 1961 a Washington. In uno dei famosi discorsi della Nuova Frontiera chiese alle nazioni del mondo di unirsi nella lotta contro ciò che chiamò «[…] i comuni nemici dell'umanità… la tirannia, la povertà, le malattie e la guerra».

### Politica estera

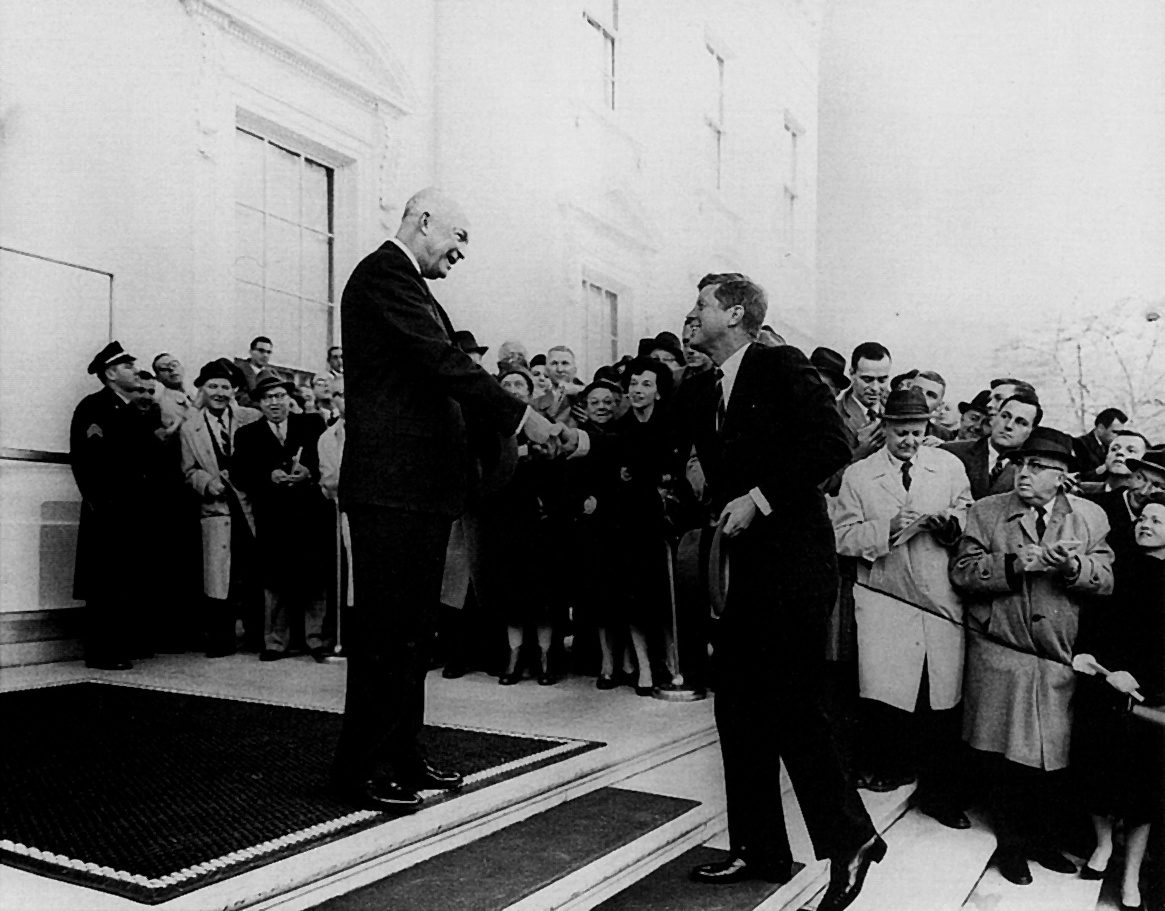
Kennedy ed Eisenhower

Il 17 aprile 1961 l'amministrazione Kennedy mise in atto una versione modificata del piano per l'invasione della baia dei Porci, avente il fine di deporre Fidel Castro, leader comunista del governo di Cuba, studiato sotto l'amministrazione di Dwight Eisenhower, predecessore di Kennedy, che rimandava ad attuarlo. Con i fratelli Kennedy, John e Robert, e la supervisione di Allen Dulles della CIA, oltre al famoso tentato sbarco nella baia dei Porci, in cui 1.500 cubani anticastristi vennero sconfitti dalle forze regolari cubane, si realizzò l'operazione Mongoose ("piano mangusta"), nella quale terroristi di diversa estrazione effettuarono in quattordici mesi 5.780 azioni terroristiche e 716 sabotaggi a infrastrutture economiche cubane.

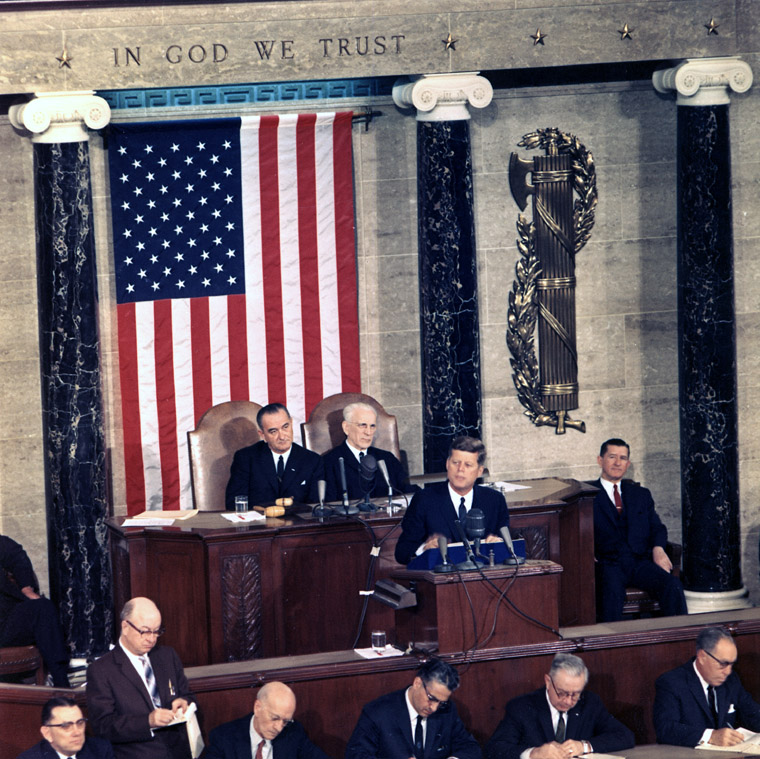
Il Presidente Kennedy (14 luglio 1963)

Questi eventi portarono alla crisi dei missili di Cuba, che ebbe inizio il 14 ottobre 1962, quando gli aerei-spia U-2 statunitensi fotografarono un sito cubano dove era in costruzione una base missilistica sovietica. Kennedy si trovò di fronte un pesante dilemma: se gli Stati Uniti avessero attaccato il sito, avrebbero dato inizio a una guerra nucleare con l'Unione Sovietica. Se non avessero fatto nulla, avrebbero avuto una permanente minaccia nucleare nella propria regione, ad una vicinanza tale da rendere quasi impossibile un contrattacco qualora i nemici avessero attaccato per primi, oltre che la paura che gli Stati Uniti apparissero deboli agli occhi del mondo.
Molti ufficiali militari e ministri del Governo fecero pressione per un attacco aereo, ma Kennedy ordinò un blocco navale e avviò negoziati con i Sovietici. Una settimana dopo raggiunse un accordo con il segretario generale del Partito Comunista dell'Unione Sovietica, Nikita Chruščёv. Questi si accordò segretamente per ritirare i missili in cambio dell'impegno degli Stati Uniti a non invadere Cuba e a ritirare i propri missili nucleari dalla Turchia.

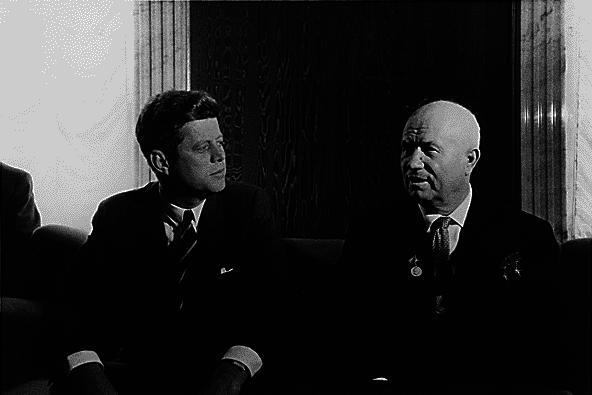
Kennedy e Chruščёv

La crisi dei missili ebbe tuttavia effetti positivi sulle trattative tra Stati Uniti e Unione Sovietica circa la limitazione dei test nucleari. Sia Kennedy sia Chruščёv, consapevoli di essersi trovati sull'orlo di una guerra atomica, cercarono di diminuire le tensioni attraverso una fitta corrispondenza. Questa culminò nel 1963 con l'inizio ufficiale dei negoziati, assieme alla Gran Bretagna, che portarono alla firma del Partial Test Ban Treaty il 5 agosto dello stesso anno. Il trattato, considerato uno dei successi diplomatici dell'Amministrazione Kennedy, proibiva agli Stati aderenti qualsiasi esperimento nucleare nell'atmosfera, nello spazio e sott'acqua, lasciando possibili solo i test sotterranei. Il 26 giugno 1963 Kennedy visitò Berlino Ovest e tenne un pubblico discorso di critica contro la costruzione del Muro di Berlino. Il discorso è noto per la sua famosa frase, pronunciata in Tedesco – Ich bin ein Berliner – e salutata dai berlinesi con una grande ovazione.
Argomentando che «[…] coloro che rendono impossibile una rivoluzione pacifica rendono inevitabile una rivoluzione violenta», Kennedy cercò di contenere la diffusione del Comunismo in America Latina fondando la Alleanza per il Progresso (Alliance for Progress), che inviò aiuti alle nazioni in difficoltà e cercò di imporre un maggior rispetto dei diritti umani nella regione. Kennedy istituì, durante il primo anno della sua presidenza, i Peace Corps, un programma di volontariato rivolto ai Paesi in via di sviluppo. Questo progetto, frutto di un incontro di Kennedy con gli studenti dell'Università del Michigan avvenuto durante la sua campagna elettorale, aveva il compito principale di promuovere una migliore immagine degli Stati Uniti nei Paesi in cui essa era compromessa dalla diffidenza verso gli Statunitensi (spesso visti come nuovi colonizzatori) e al tempo stesso di fornire un aiuto tecnico. I Peace Corps, tuttora esistenti, rimangono una delle eredità più durature dell'amministrazione Kennedy.
Riguardo alla guerra del Vietnam, durante la sua Presidenza, a seguito di continue minacce all'indipendenza dello stato meridionale, Kennedy vi incrementò il numero di consiglieri militari, facendoli passare da poche centinaia fino a 16.000 (al momento della sua morte). Fu però il suo successore, il presidente Johnson, nell'agosto del 1964, prendendo spunto da un incidente avvenuto nel golfo del Tonchino, a far partire nel 1965 i primi bombardamenti aerei, e a portare il numero dei soldati americani in Vietnam a quota 500.000 nel 1967. Secondo alcuni, egli, ordinando il rovesciamento e l'uccisione di Ngô Đình Diệm, avrebbe acceso la miccia che provocò la guerra, perché Diem si opponeva a un aumento del coinvolgimento militare USA in Vietnam e avrebbe preso in considerazione la rottura dell'alleanza del suo Paese con gli Stati Uniti Al contrario altri storici, tra cui Robert Dallek in An Unfinished Life: John F. Kennedy, 1917-1963, sostengono invece che Kennedy avrebbe soltanto continuato l'impegno della Legione straniera francese nella ex colonia dell'Indocina francese. Altri studiosi, politici e pensatori, come Martin Luther King nella sua autobiografia (The Autobiography of Martin Luther King, Jr. di Martin Luther King Jr. e Clayborne Carson), evidenziano come già nel 1963 Kennedy cominciò a bloccare le manovre dei consiglieri militari e a pianificare la ritirata di alcune migliaia di soldati dal Vietnam. Secondo questi politici e studiosi, Kennedy non avrebbe dato il via all'escalation, la quale sarebbe solo opera di Johnson, perché al momento dell'assassinio del Presidente non c'era nessuna battaglia in atto ed è una pura speculazione immaginare cosa avrebbe fatto se non fosse morto. Non trascurabili sono poi le dichiarazioni rilasciate dall'ex segretario della Difesa statunitense (in carica in quegli anni) Robert McNamara, che nel film The Fog of War ha affermato che Kennedy non aveva nessuna intenzione di impegnarsi in una guerra in Vietnam, così come la presenza di un memorandum datato 11 ottobre 1963 in cui Kennedy ordinava il ritiro di 1.000 uomini dal Vietnam, decisione poi subito annullata da Johnson appena divenuto presidente.

### Politica interna
L'espressione "Nuova Frontiera" si riferiva ai progetti di guerra alla povertà e alla disoccupazione, alla ricerca di un benessere materiale e fisico, più solido e più largamente distribuito, alla promulgazione di leggi a favore dell'istruzione e al provvedimento di legge contro la discriminazione razziale nei luoghi pubblici, nelle scuole di tutti i livelli, nelle forze armate e nelle imprese pubbliche e statali, al rinforzo delle lotte per i diritti civili incominciato dal movimento di protesta degli statunitensi di origine africana.
Uno dei problemi più pressanti, interni agli Stati Uniti durante l'era Kennedy, fu la turbolenta fine della discriminazione razziale. La Corte suprema statunitense si era pronunciata nel 1954 contro la segregazione razziale nelle scuole pubbliche, vietandola; tuttavia c'erano molte scuole, soprattutto negli stati meridionali, che non rispettavano questa decisione. Rimanevano inoltre in vigore le pratiche di segregazione razziale sugli autobus, nei ristoranti, nei cinema e negli altri spazi pubblici.

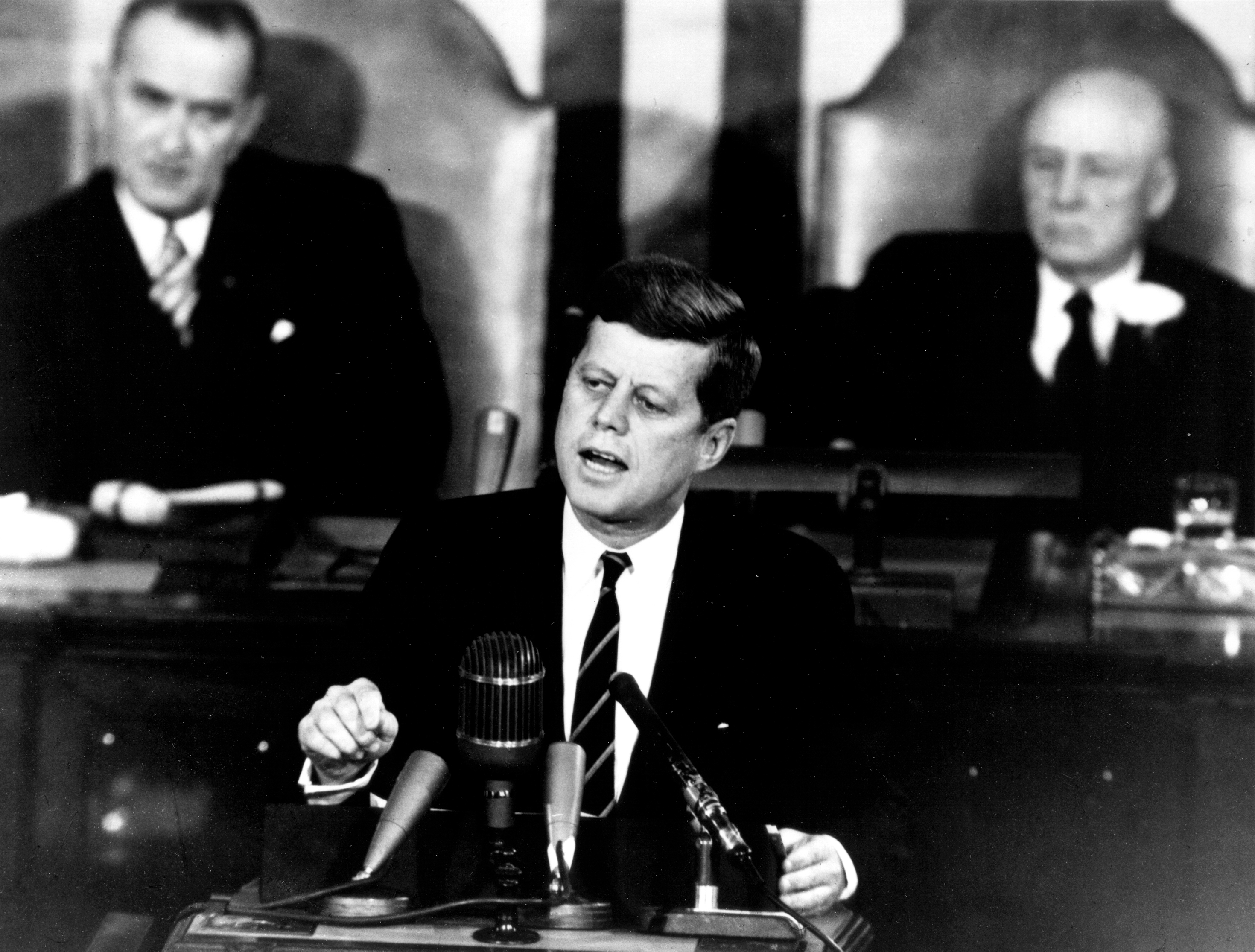
Kennedy annuncia il Programma spaziale Apollo il 25 maggio 1961 (dietro di lui il vicepresidente Lyndon B. Johnson (sinistra) e il Presidente della Camera, Sam T. Rayburn)

Migliaia di statunitensi di tutte le etnie ed estrazioni sociali si unirono per protestare contro questa discriminazione. Kennedy sostenne l'integrazione razziale e i diritti civili e chiamò inoltre a sé durante la campagna elettorale del 1960 la moglie dell'imprigionato reverendo Martin Luther King, guadagnandosi il consenso della popolazione nera alla sua candidatura. Tuttavia, da presidente, temette che i movimenti dal basso (grassroots movement) avrebbero potuto irritare troppo i bianchi del sud e inizialmente tese a ostacolare il passaggio delle leggi sui diritti civili attraverso il Congresso, dominato da democratici del sud, allontanandosi dalle posizioni dei movimenti. Il risultato fu quello di venire accusato da molti leader dei movimenti per i diritti civili di non dar loro il sostegno promesso e qualcuno lo accusò di aver strumentalizzato i movimenti per i diritti civili in chiave meramente elettorale.

### Appoggio al programma spaziale
Kennedy voleva intensamente che fossero gli Stati Uniti a guidare l'esplorazione dello spazio. L'Unione Sovietica era più avanti degli Stati Uniti nella conoscenza dei viaggi spaziali e Kennedy era convinto che gli Stati Uniti avrebbero potuto colmare il divario. Disse che «[…] nessuna nazione che aspiri a essere alla guida delle altre può attendersi di rimanere indietro nella corsa per lo spazio».
Kennedy chiese al Congresso di finanziare il Programma Apollo per oltre 22 miliardi di dollari, con lo scopo di portare un uomo statunitense sulla Luna entro la fine del decennio. «Abbiamo scelto di andare sulla Luna e di fare altre cose, non perché sono facili, ma perché sono difficili», disse Kennedy. Sei anni dopo la sua morte questo obiettivo fu infatti raggiunto nel 1969.

### Composizione dell'amministrazione Kennedy
| Incarico                             | Nome                                   | Mandato             |
|                                      |                                        |                     |
| Presidente                           | John Fizgerald Kennedy                 | 1961-1963           |
| Vicepresidente                       | Lyndon B. Johnson                      | 1961-1963           |
|                                      |                                        |                     |
| Segretario di Stato                  | Dean Rusk                              | 1961-1963           |
| Segretario della difesa              | Robert McNamara                        | 1961-1963           |
| Segretario al Tesoro                 | C. Douglas Dillon                      | 1961-1963           |
| Procuratore generale                 | Robert F. Kennedy                      | 1961-1963           |
| Segretario degli Interni             | Stewart Udall                          | 1961-1963           |
| Segretario dell'Agricoltura          | Orville Freeman                        | 1961-1963           |
| Segretario al Commercio              | Luther H. Hodges                       | 1961-1963           |
| Segretario del Lavoro                | Arthur Goldberg W. Willard Wirtz       | 1961-1962 1962-1963 |
| Segretario della Salute              | Abraham A. Ribicoff Anthony Celebrezze | 1961-1962 1962-1963 |
| Direttore generale delle poste       | J. Edward Day John A. Gronouski        | 1961-1963 1963      |
| Capo di gabinetto (facente funzioni) | Kenneth P. O'Donnell                   | 1961-1963           |

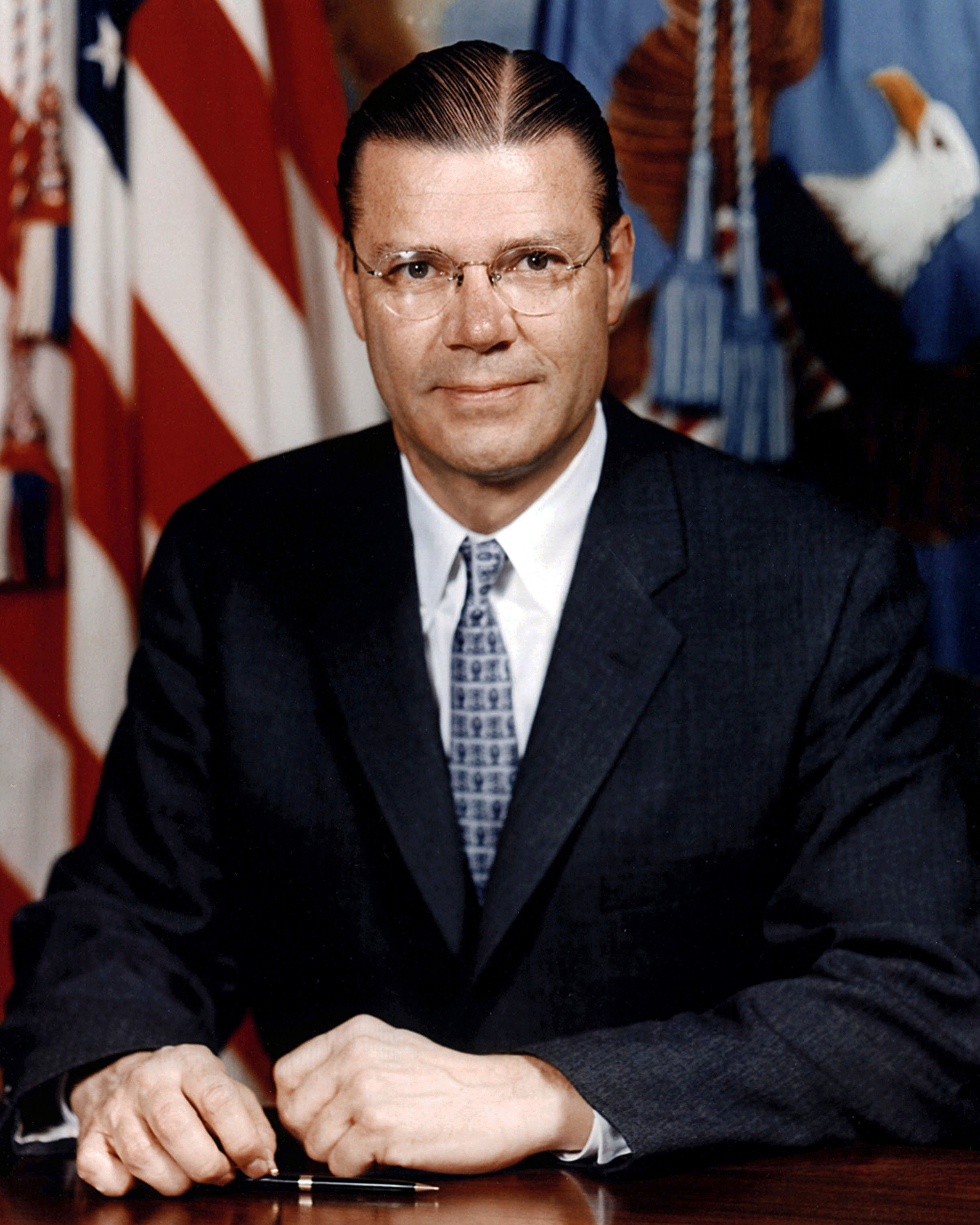
Robert McNamara

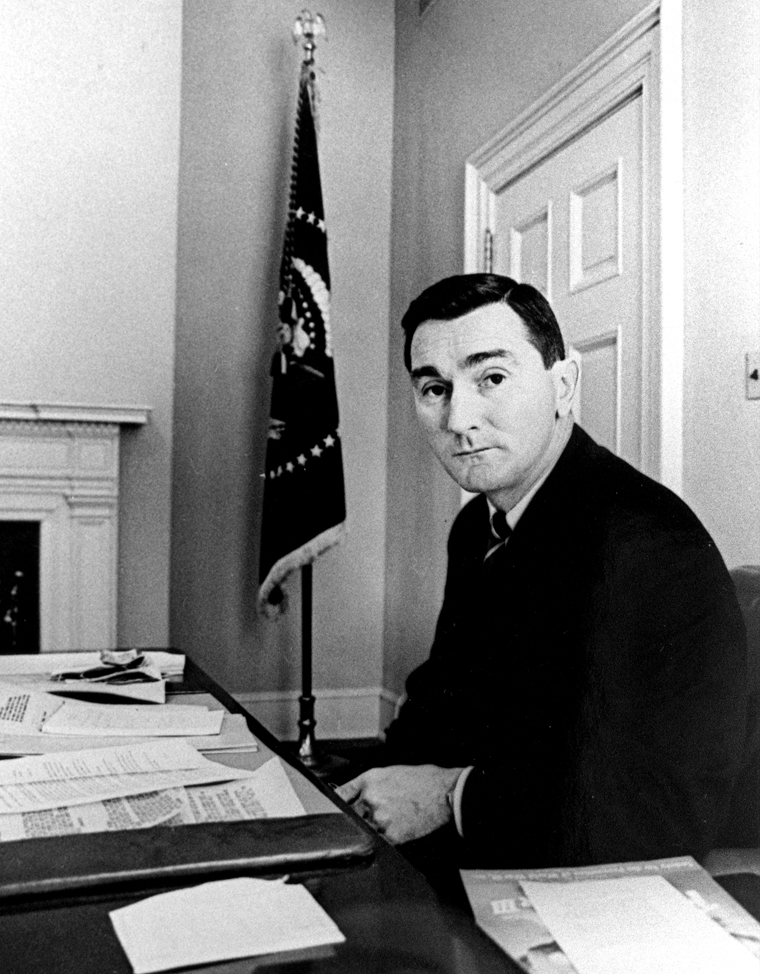
Kenneth P. O'Donnell

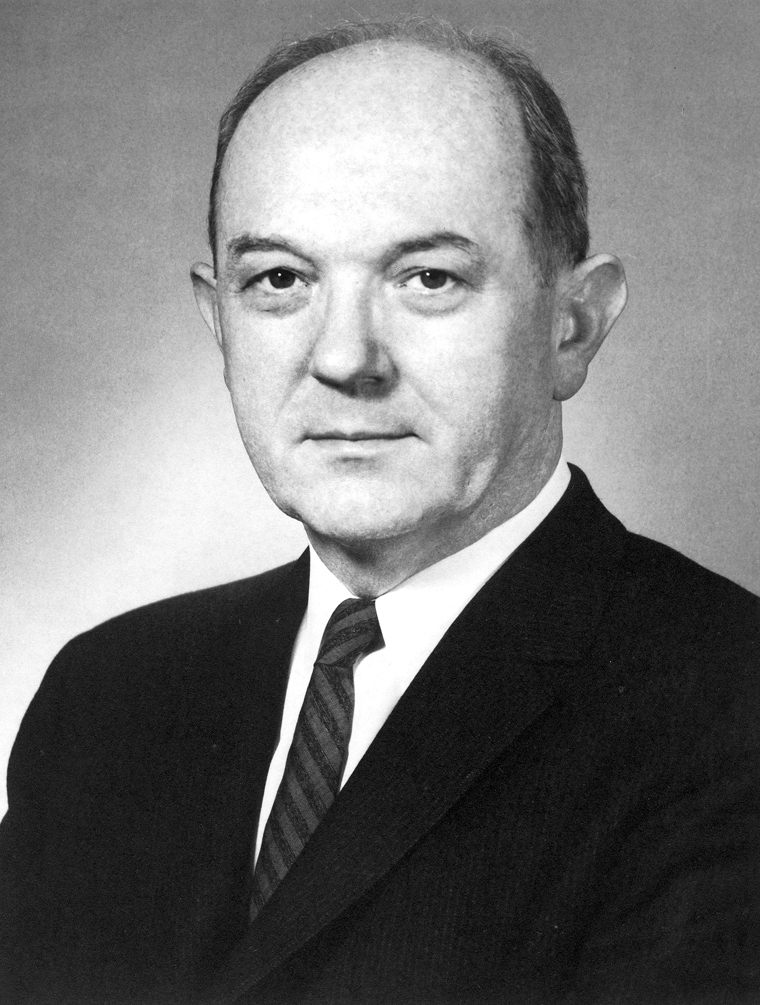
Dean Rusk

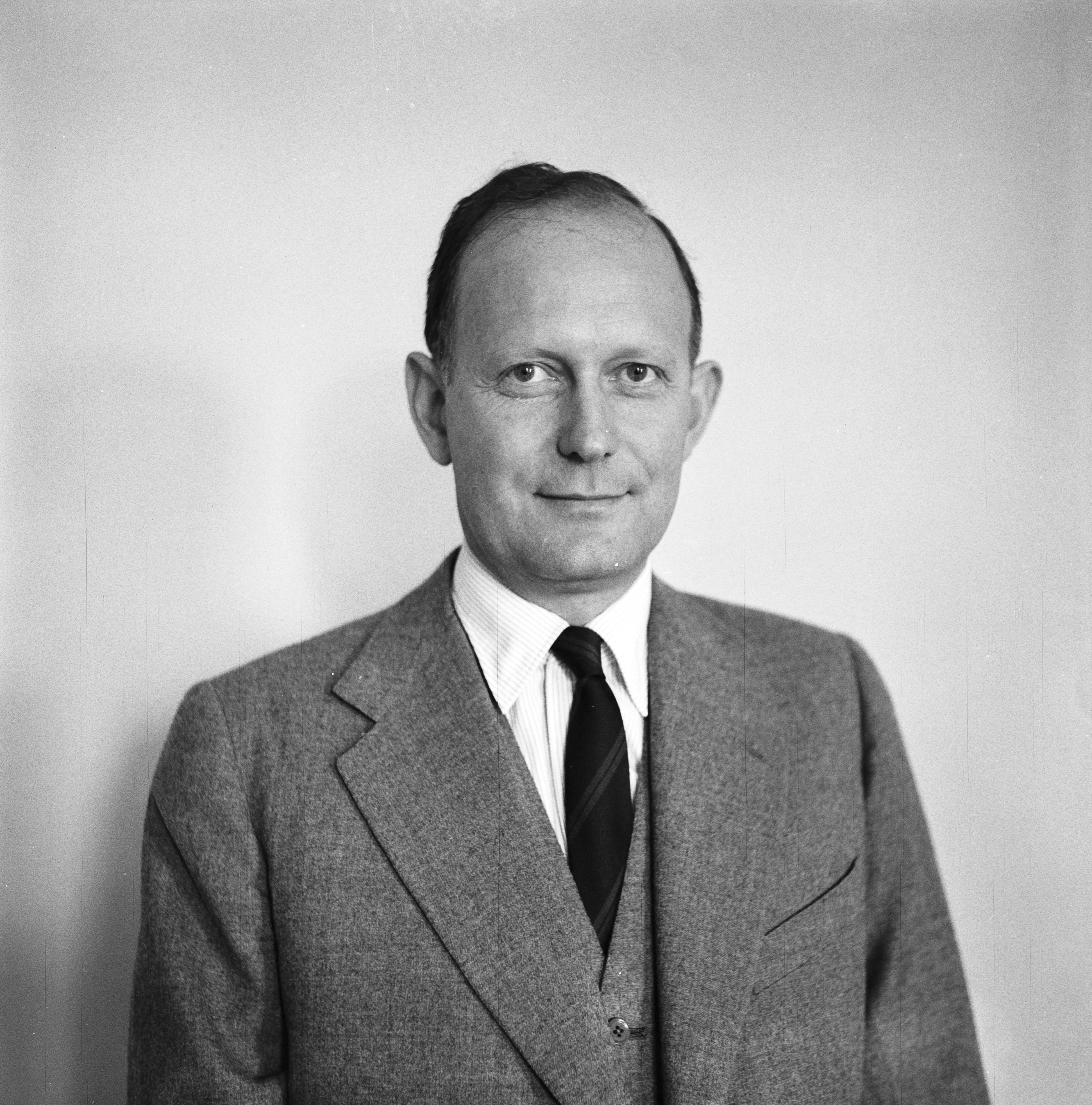
C. Douglas Dillon

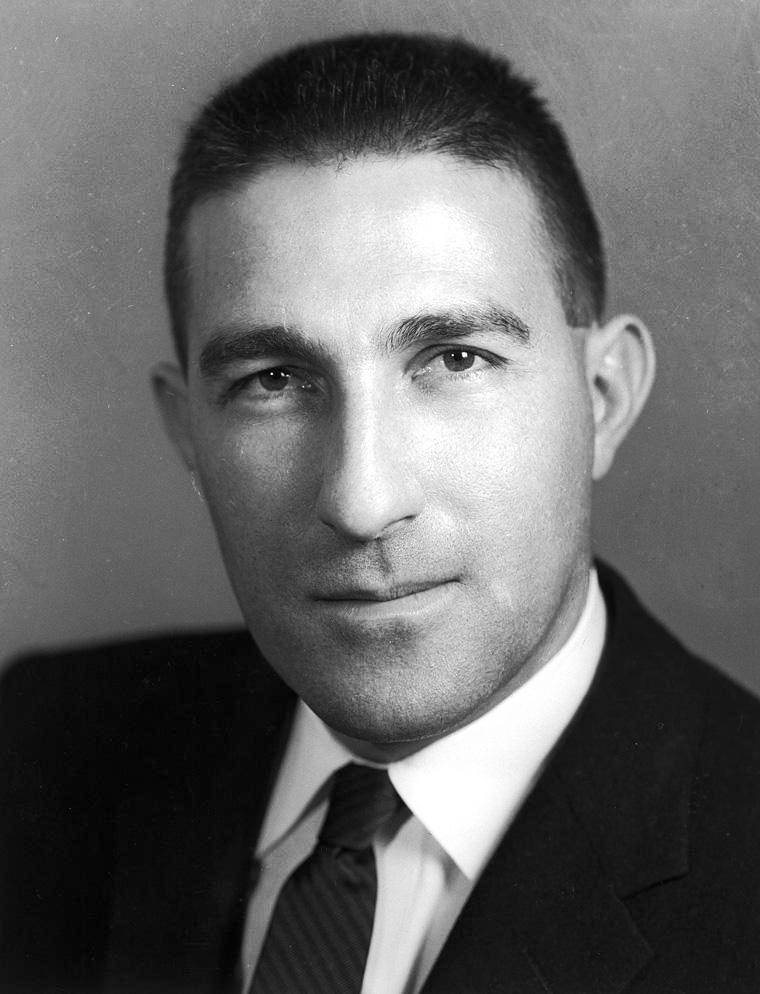
Stewart L Udall

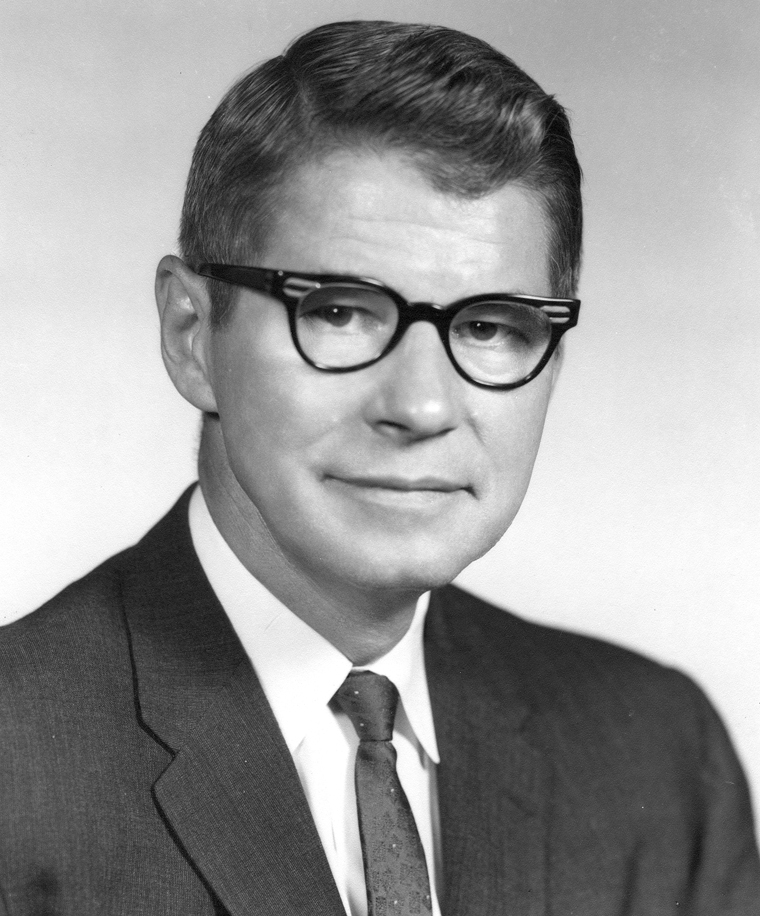
Orville L. Freeman

Consiglieri e consulenti del presidente: Ted Sorensen (speechwriter e avvocato); Arthur Schlesinger Jr. (storico); Arthur M. Okun (economista); James Tobin (economista); Adlai Stevenson II (politico e diplomatico).

## Galleria d'immagini

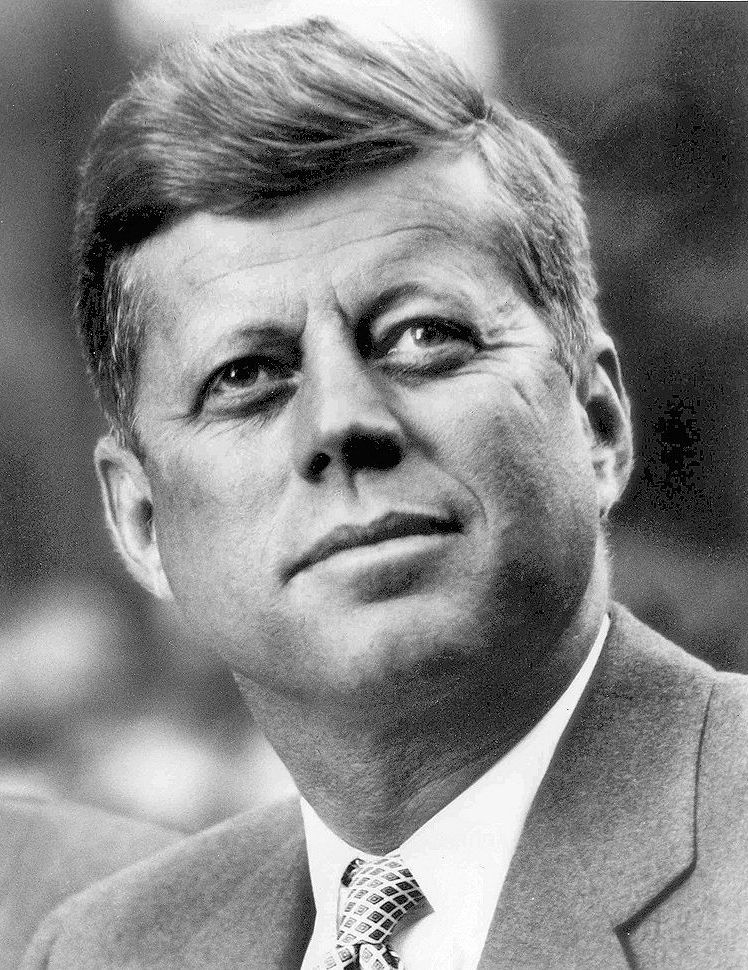
Foto ufficiale
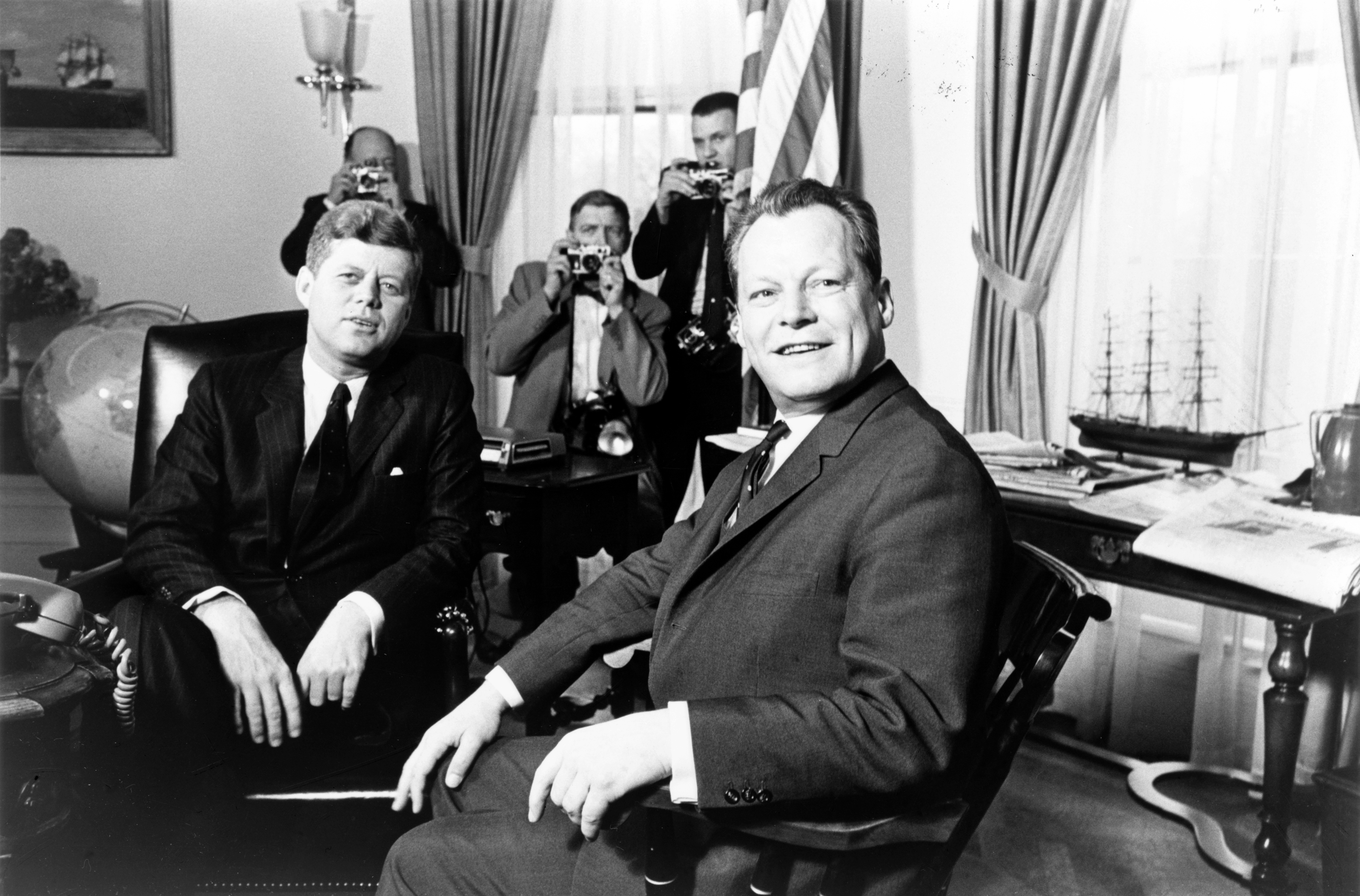
Incontro con Willy Brandt nel 1961
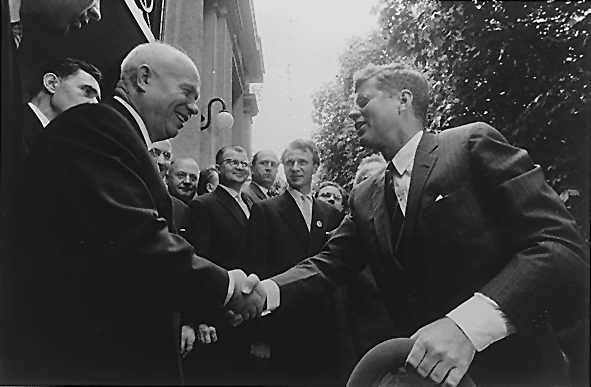
Il presidente Kennedy stringe la mano al leader sovietico Nikita Chruščёv il 3 giugno 1961
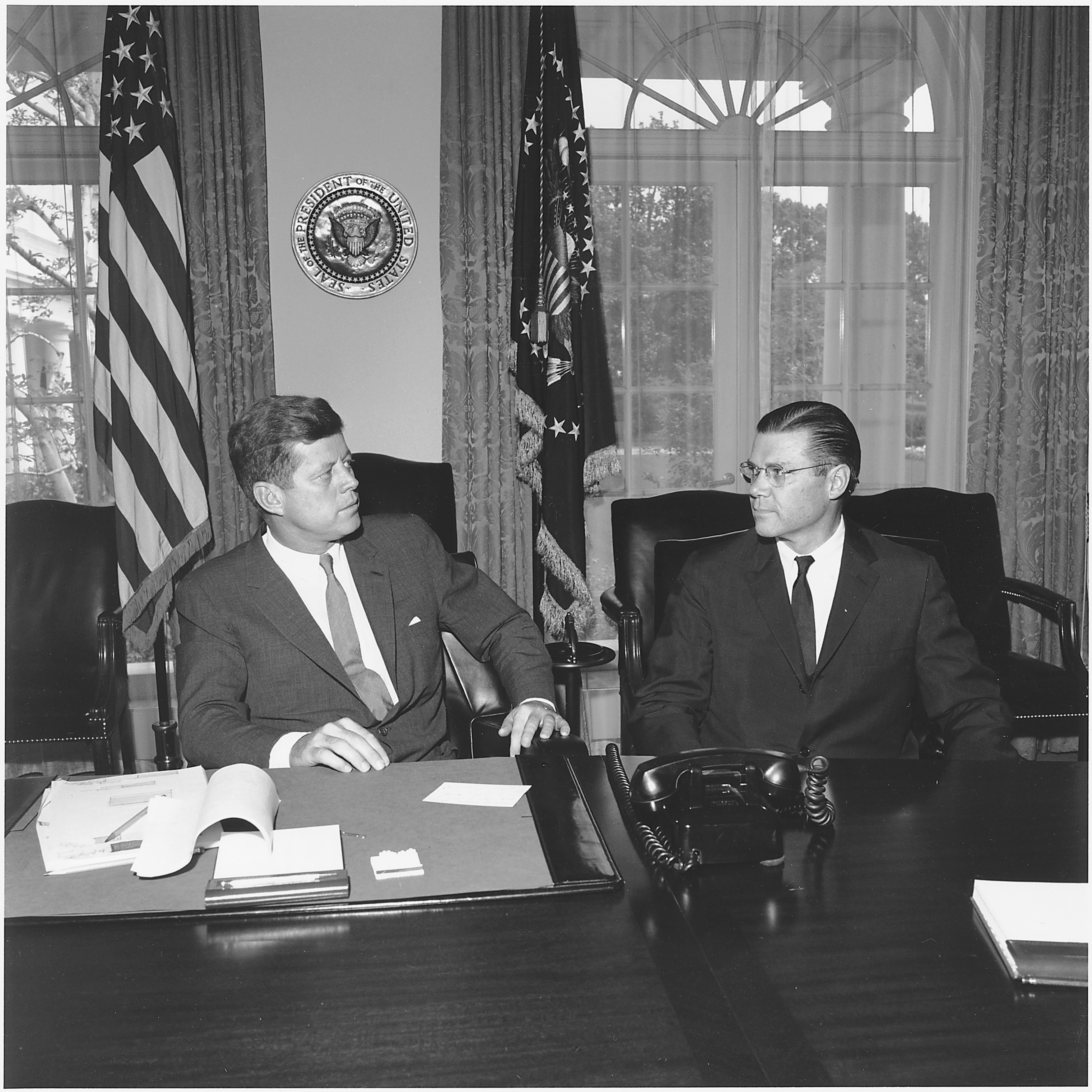
Kennedy parla con il segretario della difesa McNamara nel 1962
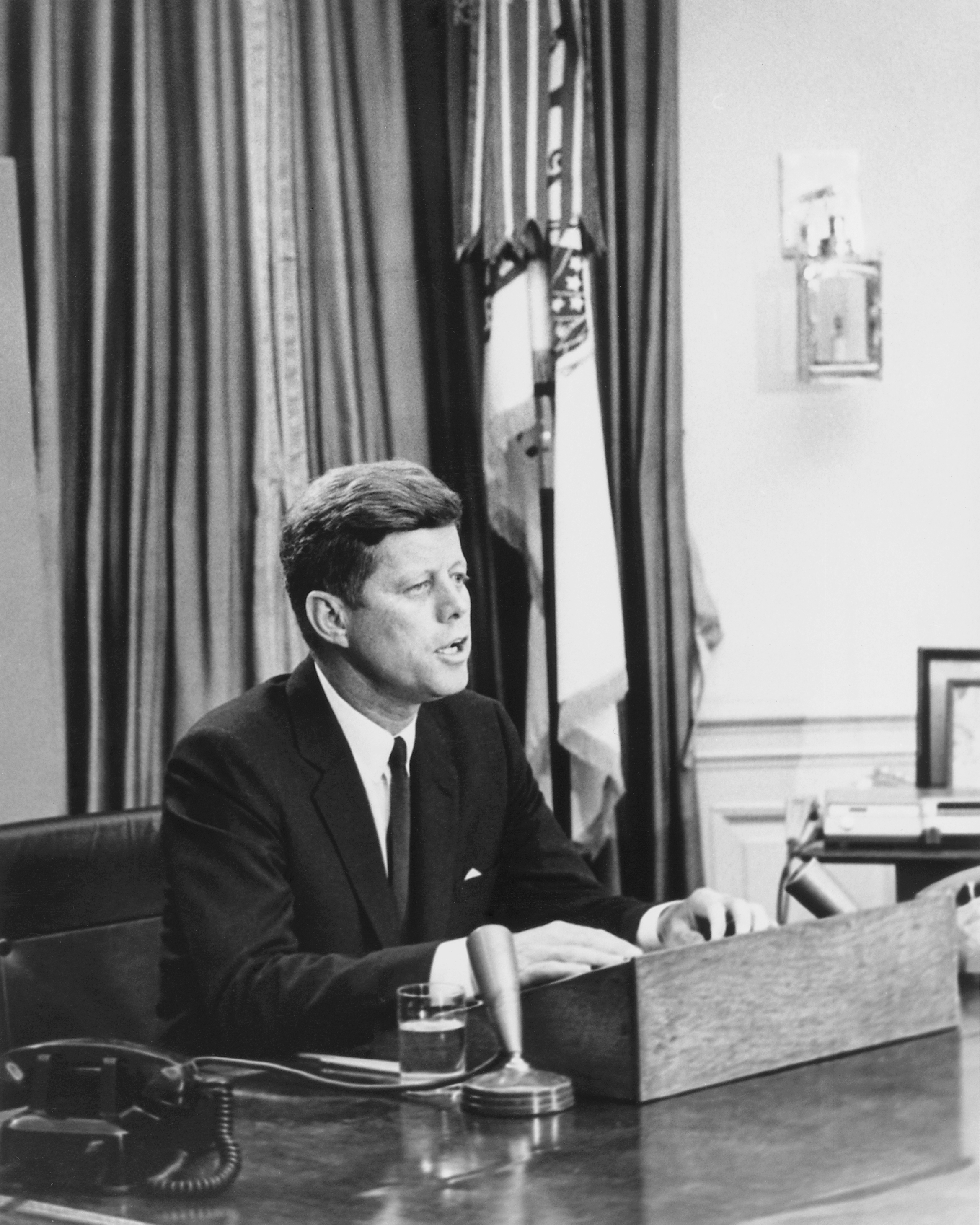
Intervista a Kennedy nel 1963
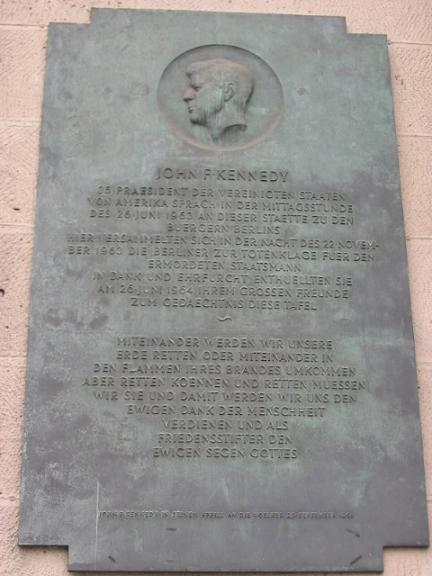
Ricordo del presidente Kennedy
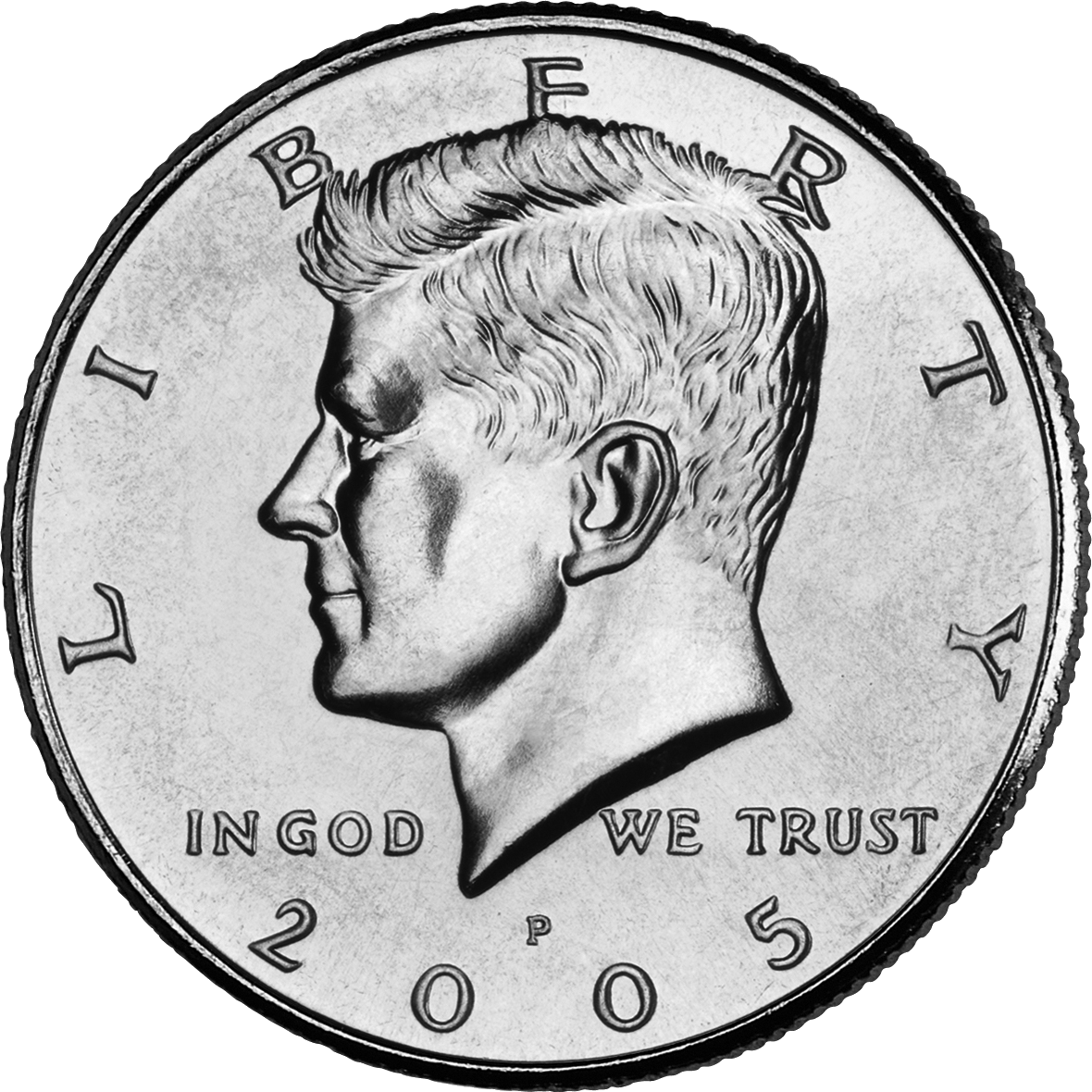
Kennedy sulla moneta americana da 50 cent
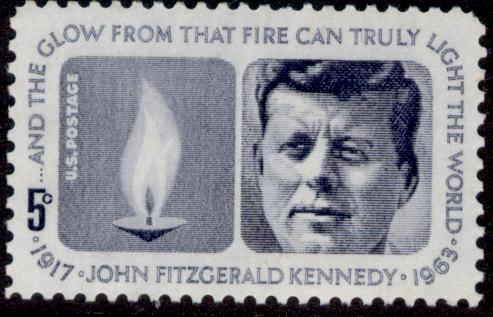
Francobollo emesso dopo la morte del presidente Kennedy

### Commemorazioni e opere dedicate
In occasione della ricorrenza del cinquantesimo anniversario dall'assassinio di Kennedy, a Dallas in Dealey Plaza, luogo in cui fu ucciso il trentacinquesimo presidente degli Stati Uniti, migliaia di persone gli rendono omaggio. Viene osservato un minuto di silenzio alle 12:30, ora esatta in cui furono esplosi i tre colpi che uccisero JFK.
Inoltre, a lui vennero dedicate la John F. Kennedy Library a Boston, inaugurata il 20 ottobre 1979 alla presenza del presidente Jimmy Carter, il Kennedy Center, l'Aeroporto Internazionale John F. Kennedy di New York e la struttura per il lancio di veicoli spaziali della NASA situata a Cape Canaveral.

## Nella cultura di massa

### Cinema
- PT 109 - Posto di combattimento! (1963), versione cinematografica dell'episodio che vide John Fitzgerald Kennedy protagonista nella guerra nel Pacifico al comando di una motosilurante; il futuro presidente degli Stati Uniti è interpretato dall'attore Cliff Robertson.
- I due Kennedy (1969), documentario di Gianni Bisiach.
- Kennedy (1983), miniserie televisiva di Jim Goddard.
- JFK - Un caso ancora aperto (JFK) (1991), film di Oliver Stone sui fatti successivi all'assassinio del presidente.
- Thirteen Days (2000), film di Roger Donaldson incentrato sulle scelte del presidente nei giorni della crisi dei missili di Cuba.
- I Kennedy - Storia di una famiglia (Il n'y a pas de Kennedy heureux) (2010), documentario di Patrick Jeudy sulla tragica storia dei Kennedy.
- Parkland (2013), film di Peter Landesman che racconta le ultime ore di vita di Kennedy.
- Nel film Forrest Gump (1994), compare nei filmati di repertorio e, grazie alla tecnologia digitale, incontra il protagonista interpretato da Tom Hanks
- Nel film The Butler - Un maggiordomo alla Casa Bianca (2013), che narra la vicenda di Eugene Allen, maggiordomo della Casa Bianca per più di trent'anni, viene interpretato da James Marsden.
- Nel film X-Men - Giorni di un futuro passato (2014), si ipotizza che il famigerato mutante Magneto (interpretato da Michael Fassbender) abbia manipolato la traiettoria di un proiettile per assassinare il presidente.

### Letteratura
- Nel romanzo di fantascienza 22/11/'63 (2012), scritto da Stephen King, il protagonista torna indietro nel tempo per salvare la vita di JFK; in Italia è stato pubblicato l'8 novembre 2011. La data riportata nel titolo del romanzo è infatti quella dell'omicidio del Presidente.
- American tabloid (1995), di James Ellroy, primo romanzo della trilogia americana insieme a Sei pezzi da mille (2001) e Il sangue è randagio (2009), tratta delle vicende americane fino alla tragica morte di Kennedy nel 1963.

### Televisione
- I Kennedy (The Kennedys of Massachusetts) (1990), miniserie televisiva di Lamont Johnson.
- La famiglia Kennedy (Jackie, Ethel, Joan: The Women of Camelot) (2001), miniserie televisiva di Larry Shaw.
- The Kennedys (2011), miniserie televisiva di Jon Cassar.
- The Crown (2017), serie TV prodotta da Netflix sulla regina Elisabetta.
- The Umbrella Academy (2019), serie TV prodotta da Netflix basata sui fumetti delle avventure dell'Umbrella Academy.

### Altro
- Nel videogioco Call of Duty Black Ops appare insieme a Richard Nixon, Robert McNamara e Fidel Castro come personaggio giocabile della mappa Five della modalità zombie, in cui i 4 giocatori devono difendere il Pentagono.